# Piqueras del Castillo
Piqueras del Castillo é um município da Espanha na província de Cuenca, comunidade autónoma de Castilla-La Mancha, de área 45,87 km² com população de 73 habitantes (2007) e densidade populacional de 1,79 hab/km².

## Demografia
| Variação demográfica do município entre 1991 e 2004 | Variação demográfica do município entre 1991 e 2004 | Variação demográfica do município entre 1991 e 2004 | Variação demográfica do município entre 1991 e 2004 |
| --------------------------------------------------- | --------------------------------------------------- | --------------------------------------------------- | --------------------------------------------------- |
| 1991                                                | 1996                                                | 2001                                                | 2004                                                |
| 91                                                  | 90                                                  | 104                                                 | 82                                                  |